# Nintendo GameCube
Nintendo GameCube (яп. ニンテンドーゲームキューブ Нинтэндо: Гэ:мукю:бу); официально названная GCN на Западе и NGC в Японии — четвёртая домашняя игровая консоль, разработанная японской корпорацией Nintendo. Относится к шестому поколению игровых систем. Преемник Nintendo 64 и предшественник Nintendo Wii.
В отличие от конкурентов того поколения (PlayStation 2 и Xbox), GameCube использует диски на основе mini-DVD вместо полноразмерных DVD. Нет поддержки проигрывания DVD-Video и audio CD, а также возможностей других консолей, использующих полноразмерные оптические диски.
Кроме того, GameCube вводила множество возможностей соединения с консолями Nintendo и была четвёртой консолью после Nintendo 64DD, Famicom Modem и Satellaview, поддерживающей официально онлайн-игру через широкополосный модем Nintendo GameCube. Она также имела возможность соединяться с Game Boy Advance и получать доступ к исключительным особенностям определённых игр или использовать портативную систему как контроллер для Game Boy Player.
GameCube впервые упоминалась в выпуске № 145 журнала Nintendo Power.
Консоль была выпущена 14 сентября 2001 в Японии, 18 ноября 2001 в Северной Америке, 3 мая 2002 в Европе и 17 мая 2002 в Австралии. Nintendo GameCube продалась тиражом в 21,74 миллиона приставок по всему миру. В России официальным дистрибьютором GameCube выступил Новый Диск.

## Маркетинг
Nintendo использовала несколько рекламных стратегий и техник для GameCube.
Перед представлением на E3 маркетинговая кампания использовала фразу «The Nintendo Difference», целью которой было показать отличие от конкурентов. Затем был использован слоган «Рождён для игры».
В рекламном видео это сопровождалось мультипликацией вращающегося куба, которая трансформировалась в эмблему GameCube, вместе с женским шёпотом: «GameCube». Это обычно показывалось в конце игровых коммерческих трейлеров.
Последующая кампания объявления содержала слоган «Кто — Вы?» на всей линейке продуктов Nintendo лозунг вокруг всей продуктовой линейки Nintendo, и в магазинах был широкий выбор игр от Nintendo. Идея компании со слоганом «Кто — Вы?» была в том, что «Вы — то, во что Вы играете»; вид игры, которую человек любит играть, подсказывает кое-что про его индивидуальность. «Кто — Вы?» лого было разработано в граффити — стиле написания. Большинство игр под слоганом «Кто — Вы?» было разработано или выпущено самой Nintendo, но некоторые разработчики платили Nintendo за рекламу их игр, используя ресурсы и маркетинг Nintendo.

## Аппаратная часть
Как и предшественник Nintendo 64, GameCube доступен в большом количестве цветов. Два самых распространённых цвета, объявленные при запуске консоли, были «Индиго» (стандартный цвет в ранней рекламе) и «Чёрный уголь». «Спайс» (оранжевый) GameCube тоже были заявлены как стандартные модели, но только в Японии. Однако стандартный контроллер широко доступен в этом цвете за пределами Японии также. Позже Nintendo выпустили GameCube с «Платиновой» (серебро) цветовой схемой, помеченной как ограниченная серия. Остальные ограниченные версии цветов и стилей всегда выходили только в Японии.
Nintendo, следуя своей традиции, сделала номера модели GameCube DOL-001 и 101 референсом для кодового имени «Dolphin»(дельфин). Официальные серийные номера моделей аксессуаров также начинались с DOL. Другой референс дельфина был «Flipper» — имя графического чипа в GameCube. Panasonic сделал лицензионную версию GameCube со встроенным проигрыванием DVD, называвшуюся Panasonic Q.
В качестве носителя данных в GameCube был представлен проприетарный формат оптического диска на основе стандарта mini-DVD, с максимальным объёмом данных в 1,5 ГБ. Технология была разработана Matsushita Electric Industrial (сейчас это Panasonic Corporation) с использованием собственной схемы защиты данных (для обычных DVD использовалась CSS) — с тем чтобы предотвратить незаконное копирование игр.
Бенчмарки, предоставленные независимыми разработчиками испытания, показывают, что официальные спецификации Nintendo, особенно те, которые касаются производительности, могут быть консервативными. Одна из первичных целей Nintendo в проектировании аппаратных средств GameCube состояла в том, чтобы преодолеть отмеченные ранее ограничения и трудности программирования для архитектуры Nintendo 64, таким образом создав доступную, хорошо уравновешенную и дружелюбную для разработчика консоль, которая при этом выглядела конкурентоспособно.
Набор аппаратной разработки был назван GameCube NR Reader. Серийные номера этих моделей начинались с DOT. Эти юниты позволяли разработчикам отлаживать бета версии игр и аппаратных средств. 
Изначально, Nintendo разрабатывала графический процессор совместно с Silicon Graphics, но несколько талантливых сотрудников ушли из компании и основали свою ArtX. 

## Техническое описание
Nintendo GameCube Game disc, созданный компанией Matsushita, был носителем программного обеспечения для Nintendo GameCube. Он был выбран с целью предотвратить незаконное копирование и избежать лицензионных отчислений DVD Консорциуму, для Nintendo это был первый метод хранения данных для консолей без картриджей, выпущенных вне Японии (Famicom Disk System и Nintendo 64DD были эксклюзивными для Японии). Некоторые игры, содержащие большие объёмы оцифрованного голоса или заранее записанного видео (например, Tales of Symphonia и Resident Evil 4) были выпущены на двух дисках; однако только 25 игр были выпущены на двух дисках, и ни одна игра не использовала более двух. MultiAV-порт был таким же как на SNES и Nintendo 64 консолях предоставляя обратную совместимость со старыми кабелями.
Nintendo обнаружила, что цифровой AV-порт используют менее 1 % игроков. Поэтому после мая 2004 года порт был убран в ревизии консоли DOL-101. Последовательный порт 2 также был убран после первой ревизии консолей.
Все системы GameCube поддерживают стереоскопическое 3D, однако оно было использовано только в игре Luigi’s Mansion и никогда не было доступно для сторонних разработчиков.

### Спецификации
Центральный процессор:
- 485 MHz IBM Gekko PowerPC CPU на основе PowerPC 750CXe[англ.][16]
- 180 нм IBM copper-wire process, 43 mm² die, 4.9 W dissipation[16]
- Примерно пятьдесят новых векторных инструкций[16]
- 32-bit ALU
- 64-bit FPU (1.9 GFLOPS, usable as 2×32-bit SIMD)[16]
- 64-bit улучшенный PowerPC 60x Front Side Bus to GPU/chipset, 162 MHz clock, 1.3 GB/s пиковая пропускная способность[16]
- 64 KB (32 KB I/32 KB D) L1 cache (8-way associative), 256 KB on-die L2 cache (2-way ассоциативная)[16]
- 1125 DMIPS (dhrystone 2.1)

Системная память:
- 43 MB полностью не унифицированная RAM
  - 24 MB MoSys 1T-SRAM (кодовое имя «Splash») главная системная RAM, 324 MHz, 64-bit bus, 2.7 GB/s bandwidth[16]
  - 3 MB встроенной 1T-SRAM в «Flipperе»[17]
    - Разделённая в 1 MB текстурный буфер и 2 MB фреймбуфера[17]
    - 10.4 GB/s текстурная пиковая полоса пропускания, 7.6 GB/s пиковая полоса пропускания фреймбуффера, ≈6.2 ns латентности[16]

  - 16 MB DRAM используется как буфер для DVD привода и звука, 81 MHz, 8-bit bus, 81 MB/s канал[16]

Периферия:
- 4 порта контроллеров, 2 слота карты памяти
- MultiAV аналоговый звук/видео порт: interlaced композит, Y/C (S-Video) (только NTSC модели), и RGB (только PAL модели) видео, стереозвук
- Цифровое аудио/видео порт: интерфейс или прогрессивная развёртка YCBCR видео (декодированное в YPBPR), RGB video (никогда официально не использовалось), стереоскопическое I²S звук (никогда официально не использовалось)
- Разрешения экрана: 480i, 576i, 480p
- Высокоскоростной последовательные порты: 2
  - последовательный порт 1 зарезервирован для broadband adapter or modem adapter
  - последовательный порт 2 не используется
- Высокоскоростной параллельный порт: 1 (зарезервирован для Game Boy Player)
- Питание выход: 12 вольт DC × 3.25 ампера
- Физические размеры: 110 мм (В) × 150 мм (Ш) × 161 мм (Г); [4.3"(В) × 5.9"(Ш) × 6.3"(Г)]

Графический процессор:
- 162 MHz ATI «Flipper» ASIC (9.4 GFLOPS)[18]
- 180 nm NEC eDRAM-совместимый процесс
- 4 пиксельных конвейра с 1 текстурным юнитом (TMU) каждый[16]
- TEV «Texture EnVironment» движок (похожий на Nvidia’s GeForce-класс «register combiners»)
- Аппаратные возможности железа трансформация и освещение (T&L), 20+ миллионов полигонов в игре[18]
- 648 мегапикселей в секунду (162 MHz × 4 конвейра), 648 мегатекселей в секунду (648 MP × 1 текстурный юнит) (пиковая)
  - Пиковая скорость обработки треугольников: 20,250,000 32-пиксельных треугольников в секунду сырых и с 1 текстурой и подсвеченные
    - 337,500 треугольников в окне на 60 FPS
    - 675,000 треугольников в окне на 30 FPS
- 8 текстурных слоёв за 1 проход, Сжатие текстур, full scene anti-aliasing[18]
- 8 одновременных аппаратных источников света
- Типы фильтраций: Bilinear, trilinear, и anisotropic Texture filtering[англ.]
- Мультитекстурирование, бамп-маппинг, маппинг отражений[англ.], 24-bit z-буфер
- Глубина цвета: 24-бит RGB/32-бит RGBA
  - Аппаратные ограничения иногда требуют 6r+6g+6b+6a мод (18-bit цвет), результирующий в объединение цветов.
- 720 × 480 интерлейс (480i) или прогрессивная развёртка (480p) — 60 Hz, 720 × 576 интерлейс (576i) — 50 Hz
- Интегрированный звуковой процессор: Кастомный 81 MHz Macronix DSP
  - Память инструкций: 8 KB RAM, 8 KB ROM
  - Данные: 8 KB RAM, 4 KB ROM
  - 64 канала 16-bit 48 kHz ADPCM[18]
  - Dolby Pro Logic II многоканальная информация кодируется по стереоскопическому выходу

Носители:
- Оптический 8 см диск, разработанный Panasonic на основе mini-DVD, скорость передачи данных 2,0-3,125 МБ/сек, среднее время доступа 128 мс, объём 1,5 ГБ
- Карты памяти различного объёма для сохранения игровых данных

### Карты памяти
GameCube предлагает два порта для карт памяти. Официальные карты памяти встречались в трех объёмах: 59 блоков (4 Мбит/512 КБ, серая карта), 251 блок (16 Мбит/2 МБ, чёрная).

### Контроллер
Стандартный контроллер GameCube имеет «wing grip»-дизайн. Имеет 8 кнопок, 2 аналоговых стика, D-pad и вибромотор. На правой половине контроллера расположены: большая зелёная кнопка «A» в центре, маленькая красная кнопка «B» слева, кнопки «X» и «Y» наверху, ещё есть кнопка «Z», которая находится над «Y». Левее и ниже основного блока кнопок находится жёлтый стик «C», помощью которого можно, например, управлять камерой. Кнопка Start/Pause находится посередине геймпада с лицевой его стороны, моторчик вибрации — посередине внутри контроллера.

### Технические проблемы
Некоторые ревизии консоли имели проблемы с чтением дисков оптическим приводом, становясь температурно-чувствительными со временем, создавая ошибки чтения, когда консоль достигает рабочей температуры. Ошибки такого рода требовали замены оптического привода консоли. Подверженные этому консоли были бесплатно отремонтированы, даже после окончания гарантийного срока.

## Библиотека игр
Эта игровая платформа имеет несколько эксклюзивных проектов, таких как Metroid Prime, ремейк первой Resident Evil с полностью переработанными графикой, анимацией и звуком. После модификаций игра обрела значительно лучший, в сравнении с оригинальным, модифицированный движок. Другой эксклюзив — Resident Evil Zero, события которого начинаются за день до развития сюжетной линии первого Resident Evil. В этот список также входит Metal Gear Solid: The Twin Snakes — значительно переработанная версия игры Metal Gear Solid.

### Первые игры
GameCube была запущена в Северной Америке со следующими двенадцатью играми
| Тайтлы                                    | Разработчик       | Издатель(и) |
| ----------------------------------------- | ----------------- | ----------- |
| All-Star Baseball 2002                    | Acclaim           | Acclaim     |
| Batman Vengeance                          | Ubisoft           | Ubisoft     |
| Crazy Taxi                                | Hitmaker          | Sega        |
| Dave Mirra Freestyle BMX 2                | Z-Axis            | Acclaim     |
| Disney's Tarzan Untamed                   | Ubisoft           | Ubisoft     |
| Fur Fighters: Viggo’s Revenge             | Bizarre Creations | Acclaim     |
| Luigi's Mansion                           | Nintendo          | Nintendo    |
| Madden NFL 2002                           | EA Tiburon        | EA Sports   |
| NHL Hitz 20-02                            | EA Black Box      | Midway      |
| Star Wars Rogue Squadron II: Rogue Leader | Factor 5          | LucasArts   |
| Super Monkey Ball                         | Amusement Vision  | Sega        |
| Tony Hawk's Pro Skater 3                  | Neversoft         | Activision  |
| Wave Race: Blue Storm                     | NST               | Nintendo    |

Одним из аспектов определения Nintendo GameCube было омоложение отношений между Nintendo и её партнерами, имеющими патент. Иногда, в Nintendo просто просили, чтобы независимые разработчики сделали игру, основанную на собственных франчайзах. Эта политика со стороны Nintendo привела к большому количеству эксклюзивных игр для GameCube и приходу кроссплатформенных игр для консоли.

### Доля на рынке
Несмотря на усилия Nintendo, GameCube не сумела вернуть долю на рынке, потерянную её предшественником Nintendo 64. Она расположилась на третьем месте относительно своих конкурентов, PlayStation 2 (поддерживалась до 2012 года) и Microsoft Xbox (поддержка прекращена в 2006 г.). «Семейный» вид консоли и нехватка поддержки от определённых независимых разработчиков позволяли отнести GameCube к детскому рынку, каким его представляло большинство игроков в шестом поколении консолей (см. chart). Некоторые независимые игры, понравившиеся подросткам или взрослым, в частности, шутеры от первого лица и серия Grand Theft Auto пропустили порт на GameCube в пользу PlayStation 2 и Xbox.
Сильные продажи фирменных игр ничего не сулили независимым разработчикам. Много кросс-платформенных игр, например, спортивные симуляторы, изданные Electronic Arts, продавались намного хуже их PlayStation 2 и Xbox версий, практически вынудили многих разработчиков свернуть проекты и прекратить поддержку существующих игр на GameCube. После нескольких лет потери денег на разработку проектов для GameCube, Eidos Interactive анонсировала в сентябре 2003 г. окончание поддержки GameCube, отменяя несколько игр, которые были в разработке. Позже однако, Eidos возобновила разработку игр на GameCube выпустив хитовые проекты наподобие Lego Star Wars: The Video Game и Tomb Raider: Legend.
1.5 ГБ формат проприетарного носителя тоже был сдерживающим фактором в сравнении с тем, что PlayStation 2 и Xbox могли использовать Dual-Layer DVD диски объёмом до 8.5 ГБ. Диски GameCube всё ещё имели достаточно места для современных игр, некоторые игры были на 2 дисках, некоторые имели больше или меньше контента, чем в других своих версиях. Большее сжатие видео также было очевидным на некоторых GameCube-версиях игр, если использовалось разработчиками как решение проблемы с недостатком свободного места на диске GameCube’а.
Также Nintendo хуже поддерживала онлайн-игры (если сравнивать с Sega, Sony, и Microsoft которые активно поддерживали возможность играть онлайн выпуском собственных онлайн-игр, а также подталкивая разработчиков к их выпуску), кроссплатформенные игры с онлайн-возможностями на GameCube были выпущены только в офлайн-версиях. Хотя поддержка онлайна была добавлена в конце 2002 и Sony с Nintendo выпустили онлайн-модемы (в противовес встроенному и доступному сразу Xbox Live), низкие продажи GameCube-версий игр в первый год запуска консоли предостерегли разработчиков от добавления сетевых возможностей в свои игры.
Из-за ослабевающих продаж Nintendo остановила производство GameCube в короткое время в 2003 году, чтобы уменьшить избыточное количество консолей. 24 сентября 2003 г. продажи возобновились после понижения цены на консоль до US$99 и выпуска The Legend of Zelda: Collector's Edition сборника. GameCube осталась на третьем месте в мировых продажах игровых приставок шестого поколения.
Некоторые сторонние компании, например как Ubisoft, THQ, Disney Interactive Studios, Humongous Entertainment и EA Sports, продолжили выпускать игры на GameCube вплоть до 2007.

## Сетевая игра
GameCube с одной стороны имела онлайн-возможности при использовании широкополосного модема или просто модема, но только четыре игры имели официально сетевую поддержку (Homeland, Phantasy Star Online Episode I & II, Phantasy Star Online Episode I & II Plus и Phantasy Star Online Episode III: C.A.R.D. Revolution). Сетевая игра была отключена в апреле 2007. Хотя официальные серверы для Phantasy Star Online сейчас не работают, ещё возможно играть на приватных серверах, наподобие SCHTHACK. Сетевая игра ещё доступна для трёх игр, которые оригинально поддерживали онлайн также: Mario Kart: Double Dash‼, 1080° Avalanche и Kirby Air Ride. Существуют сторонние программы для PC, наподобие Warp Pipe и XLink Kai, которые позволяют играть в онлайн-игру через туннелирование сетевого трафика через компьютер в интернете, но официально не поддерживаются Nintendo.

## Реакция публики и продажи
Хотя GameCube в основном получал положительные отзывы по поводу игр, была и критика в его адрес за «игрушечность» вида консоли и некоторые технические ограничения (например за проигрывание DVD и вывод цифрового звука).
По всему миру было продано почти 22 миллиона экземпляров консоли, однако она осталась далеко позади своего главного конкурента PlayStation 2, которая в свою очередь набрала 155 миллионов проданных консолей. GameCube закончила своё развитие позади Xbox, которая продалась 24 миллионами экземпляров, однако чуть более чем в два раза обошла Dreamcast, которая продалась 10,6 миллионами экземпляров. GameCube не превзошла и свою предшественницу, Nintendo 64, которая продалась почти 33 миллионами экземпляров за свой жизненный цикл.
В сентябре 2009 года GameCube заняла шестнадцатое место в списке лучших консолей всех времён, составленном IGN. Консоль осталась далеко позади соперников: PlayStation 2 стала третьей, Dreamcast восьмым, а Xbox одиннадцатым.

## Игры
Двадцать наиболее продаваемых игр для GameCube:
- Super Smash Bros. Melee
- Mario Kart: Double Dash!!
- Super Mario Sunshine
- The Legend of Zelda: The Wind Waker
- Luigi's Mansion
- Animal Crossing
- Metroid Prime
- Sonic Adventure 2 Battle
- Pokémon Colosseum
- Mario Party 4
- Paper Mario: The Thousand-Year Door
- Mario Party 5
- Sonic Mega Collection
- Star Wars Rogue Leader: Rogue Squadron II
- Star Fox Adventures
- Resident Evil 4
- Mario Party 6
- Pikmin
- Kirby Air Ride
- Super Mario Strikers
- Shadow The Hedgehog

## Дополнительные материалы
- Гаджеты для GameCube
- Linux для GameCube
- Dolphin (эмулятор)
- Panasonic Q

## Технические характеристики
- Центральный процессор: IBM «Gekko» PowerPC на тактовой частоте 485 МГц
- Графический процессор: ArtX/Nintendo «Flipper» на частоте 162 МГц
- Оперативная память: 43 МБ, в том числе:
  - 24 МБ MoSys 1T-SRAM — основное ОЗУ, пропускная способность 2,7 ГБ/сек
  - 3 МБ 1T-SRAM, встроенной в графический процессор
  - 16 МБ DRAM, используемой в качестве буфера для DVD-привода и звука
- DVD-привод: Matsushita CAV; носитель: Nintendo optical disc диаметром 8 см, вместимостью 1,5 ГБ